# 상여금

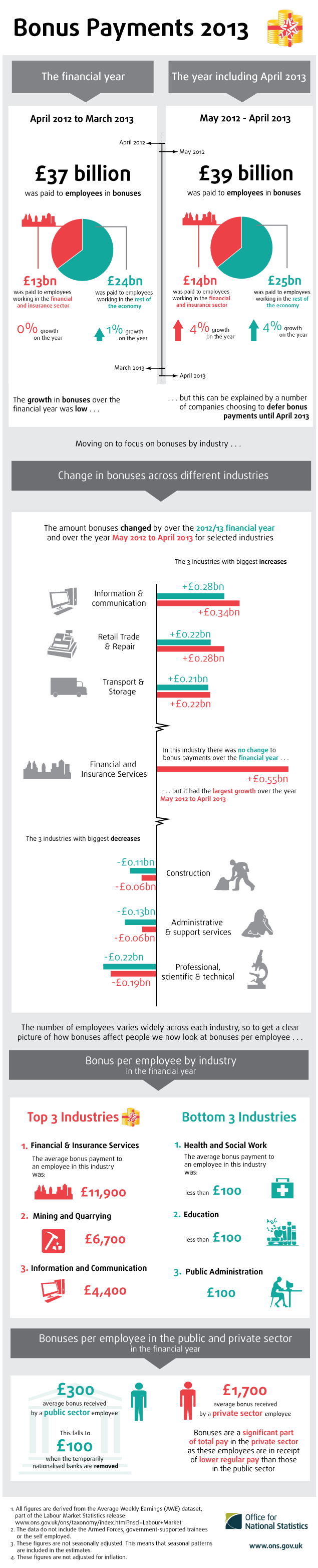
2013년 영국의 상여금

상여금(賞與金)은 정기적으로 지급되는 급여 이외의 급여이다. 여기서 정기적으로 지급되는 급여는 일급·주급·월급과 같이 일정한 기간(일반적으로 月)을 단위로 하여 규칙적·반복적으로 지급되는 급여를 의미한다. 따라서 정기적인 급여를 제외한 것은 상여금으로 볼 수 있다. 현행 법인세법에서는 동시행령에서 ① 법인이 그 사용인에게 지급하는 상여금은 이익처분에 의한 것을 제외하고 손금으로 계산하고, ② 합명회사·합자회사의 노무출자 사원에게 지급하는 보수는 이익처분에 의한 상여로 하며, ③ 상근이 아닌 법인의 임원에게 지급하는 보수는 부정행위(동법 제20조)·청산소득확정신고(동법 제46조)에 해당하는 경우를 제외하고는 이를 손금으로 계산하며, ④ 법인의 해산에 의하여 퇴직하는 임원·사용인에게 지급하는 해산수당·퇴직위로금 등은 최종 사업연도의 손금으로 계산한다고 규정하고 있다(제35조). 동법 제16조 8호에서는 법인이 주주·사원 또는 출자자(상장법인의 주주로서 발행 총주식수의 100분의 1에 해당하는 주식수에 미달하는 주식을 소유한 소액주주는 제외, 단 당해법인의 지배주주와 특수관계가 있는 주주는 제외)인 법인의 이사회의 구성원 전원과 청산인, 합명회사·합자회사 및 유한회사의 업무집행사원·이사, 감사, 이에 준하는 직무에 종사하는 임원에게 지급하는 상여금은 손금에 산입하지 아니한다고 규정되어 있다.

## 같이 보기
- 인센티브